# Baccharomyia ramosina
Baccharomyia ramosina är en tvåvingeart som beskrevs av Tavares 1917. Baccharomyia ramosina ingår i släktet Baccharomyia och familjen gallmyggor. Inga underarter finns listade i Catalogue of Life.